# Abalphat von Isfahan
Abalphat von Isfahan, eigentlich Abu L-Fath Mahmud ibn Quasim ibn al-Fadl al-Isfahani (persisch أبو الفتح محمود ابن محمد ابن قاسم ابن فضل الاسفهاني), auch Abalphatus Asphahanensis, war ein persischer Mathematiker der sich insbesondere mit Geometrie beschäftigte und der in der zweiten Hälfte des 10. Jahrhunderts lebte. Seinem Namen nach stammte er aus Isfahan.
Die Bücher des Apollonios von Perge über Kegelschnitte (Konika) wurden in der arabischen Welt von den Banu Musa Brüdern entdeckt und herausgegeben, worauf sich die einzige erhaltene Ausgabe der Bücher V bis VII stützt. Sie waren in dieser Ausgabe von Thabit ibn Qurra ins Arabische übersetzt, die Bücher I bis IV von Hilal al-Himsi. Abu L-Fath fertigte eine Bearbeitung (Paraphrase) der Bücher I bis VII von Apollonios. Datiert ist die Schrift auf das Jahr 982/83 (nach arabischer Zeitrechnung 372). Dabei änderte er die Anordnung, fasste ähnliche Figuren zusammen und ergänzte Definitionen. Die Beweise zu den Büchern 1 bis 4 weichen nach Steinschneider wenig von denen des Eutokios ab.
Das Manuskript (Palat. 270 und 275) befindet sich in der Medici-Bibliothek in Florenz (Laurenziana) und diente 1661  Abraham Ecchellensis und Giovanni Alfonso Borelli als Grundlage für die Herausgabe der damals in Europa noch unbekannten Bücher 5–7 des Apollonius in Lateinisch.
Es gibt nach Suter in Florenz auch einen Kommentar zu den ersten fünf Büchern der Kegelschnitte des Apollonios vom selben Autor (Palat. 308), eine persische Übersetzung der Büche 1 bis 7 der Kegelschnitte (Palat. 296) und in Konstantinopel ein Auszug aus den Kegelschnitten vom selben Autor (dort Mahmud b. Quasim b. Fadl el-Isfahani genannt).
Es gibt auch spätere Datierungen in einigen Manuskripten.